# Араза
Араза, или пиши (лат. Eugēnia stipitāta, исп. arazá) — плодовое дерево; вид рода Eugenia семейства Миртовые.

## Описание
Араза — дерево высотой до 2,5 м с простыми овальными листьями 6—18 см длиной и 3,5—9,5 см шириной.
Белые цветки собраны в густые кисти в пазухах листьев.
Плод — сферическая ягода, диаметром до 12 см и массой до 750 г, с тонкой блестящей жёлтой кожицей. Внутри плода содержится жёлтая мякоть с несколькими крупными продолговатыми семенами.

## Распространение
Араза растёт в диком виде в лесах амазонской части Бразилии, восточного Перу и восточного Эквадора. В XX веке её стали вводить в культуру в этих странах.

## Использование
Плод аразы используется для изготовления соков, безалкогольных напитков, мороженого и фруктовых консервов. Он редко употребляется в свежем виде из-за очень кислого вкуса.